# Казахстан на літніх Олімпійських іграх 2020
Казахстан на літніх Олімпійських іграх 2020 представляли дев'яносто три спортсмени у двадцятьох видах спорту.